# مسجد جامع ایزی
مسجد جامع ایزی مربوط به اواخر دوره قاجار است و در شهرستان سبزوار، بخش مرکزی، دهستان قصبه شرقی، مرکز روستای ایزی واقع شده و این اثر در تاریخ ۱۸ شهریور ۱۳۹۱ با شمارهٔ ثبت ۳۰۹۵۶ به‌عنوان یکی از آثار ملی ایران به ثبت رسیده است.